# Rheotanytarsus meridionalis
Rheotanytarsus meridionalis är en tvåvingeart som först beskrevs av Oskar Augustus Johannsen 1938.  Rheotanytarsus meridionalis ingår i släktet Rheotanytarsus och familjen fjädermyggor.
Artens utbredningsområde är Puerto Rico. Inga underarter finns listade i Catalogue of Life.